# Reuss-Rothenthal

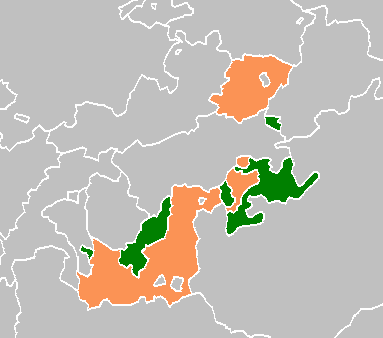
De vorstendommen van de jongere linie in 1820 (oranje) - de interne grenzen zijn niet aangegeven; groen de oudere linie

Reuss-Rothenthal was van 1668 tot 1673 een heerlijkheid en van 1673 tot 1698 een graafschap in Thüringen. Het land werd bestuurd door Hendrik V die tot de oudere linie van het het Huis Reuss behoorde.

## Geschiedenis
Reuss-Rothenthal ontstond, net als Reuss-Burgk, toen Reuss-Untergreiz in 1668 onder de drie zoons van Hendrik V werd verdeeld. Reuss-Rothenthal viel toe aan Hendrik V, de jongste zoon van Hendrik V van Reuss-Untergreiz. Tot het nieuwe territorium behoorden de residentie Rothenthal, de dorpjes Eubenberg, Fraureuth, Gottesgrün, Hermannsgrün, Kahmer, Mohlsdof, Pohlitz en het geheel door Reuss-Burgk omgeven stadje Remptendorf.
Hendrik V werd (net als de andere heersers uit het huis Reuss) op 26 augustus 1673 tot rijksgraaf verheven.
Nadat de graaf van Reuss-Burgk in 1697 kinderloos was overleden, kwam een deel van diens bezit bij Reuss-Rothenthal. Toen in 1698 Hendrik V zelf zonder mannelijke nakomelingen kwam te overlijden, viel het vergrote graafschap Rothenthal in zijn geheel weer terug aan Reuss-Untergreiz.

## Heerser

### heer
- 1668-1673: Hendrik V (1645-1698, zoon van Hendrik V van Reuss-Untergreiz)

### graaf
- 1673-1698: Hendrik V (1645-1698), was al sinds 1668 heer van Reuss-Rothenthal

Zie Huis Reuss voor een uitleg over de nummering van de vorsten.